# Catedral metropolitana basílica del Señor Buen Jesús (Cuiabá)
La Catedral Metropolitana Basílica del Buen Jesús es una catedral basílica católica, situada en la ciudad de Cuiabá, capital del estado brasileño de Mato Grosso (Brasil).

## Historia
Construida en 1722, inicialmente «pau-a-pique» (maderas y lianas con barro), la iglesia madre de Cuiabá, dedicada al Señor Buen Jesús, fue reconstruida en tapial entre 1739 y 1740, en cuanto a la primera torre campanario data  de 1769. Se convirtió en la sede de la Prelatura el 6 de diciembre de 1745, fue elevada a diócesis de Cuiaba el 15 de julio de 1826. En 1868, se sometió a una reforma que alteró la torre y la fachada, de nuevo fueron modificadas en la década de 1920, mientras que al mismo tiempo se construyó la segunda torre. El 5 de abril de 1910, la diócesis fue elevada a la arquidiócesis. Es la catedral de la arquidiócesis de Cuiabá.
Con la modernización de pensamiento vigente en la década de 1960, se tomó la decisión de demolerla, que se produjo el 25 de septiembre de 1968, después de varias cargas de dinamita,  acto que por varios años fue lamentado. En lugar de la antigua iglesia se construyó un nuevo templo, de hormigón, el trabajo comenzó por la capilla mayor al fondo, incluso antes de la demolición completa de la antigua iglesia, y fue inaugurada el 24 de mayo de 1973. Fue declarada basílica menor el 15 de noviembre de 1974.